# Pachycnema kochi
Pachycnema kochi är en skalbaggsart som beskrevs av Schein 1959. Pachycnema kochi ingår i släktet Pachycnema och familjen Melolonthidae. Inga underarter finns listade i Catalogue of Life.